# Lista odcinków serialu Słoneczna Sonny
W tym artykule znajduje się lista odcinków serialu z kanonu Disney Channel Original Series Słoneczna Sonny, emitowanego w Polsce od 5 września 2009 do 19 czerwca 2011 roku na kanale Disney Channel.
Serial stworzony przez Steve’a Marmela śledzi losy Sonny Munroe (Demi Lovato), dziewczyny, która dostaje szansę dołączenia do serialu komediowego Z innej beczki!. W Hollywood spotyka swoich nowych przyjaciół: Tawni Hart (Tiffany Thornton), Nico Harrisa (Brandon Mychal Smith), Grady’ego Mitchella (Doug Brochu), Zorę Lancaster (Allisyn Ashley Arm) oraz Chada Dylana Coopera (Sterling Knight) – głównego bohatera MacKenzie Falls, serialu rywalizującego z Z innej beczki!.

## Serie
| Seria | Odcinki | Premiera serii | Finał serii       | Premiera serii  | Finał serii      |
| --- | ------- | -------------- | ----------------- | --------------- | ---------------- |
| 1 | 21      | 8 lutego 2009  | 22 listopada 2009 | 5 września 2009 | 24 lipca 2010[A] |
| 2 | 26      | 14 marca 2010  | 2 stycznia 2011   | 1 maja 2010     | 19 czerwca 2011  |
| - A^ Emisja serii pierwszej na Disney Channel zakończyła się 24 lipca 2010, choć wszystkie odcinki można oglądać na DVD od 7 maja 2010. |         |                |                   |                 |                  |

## Seria 1: 2009
| Nr | Tytuł                            | Reżyseria                | Scenariusz                                 | Premiera          | Premiera w Polsce    |
| -- | -------------------------------- | ------------------------ | ------------------------------------------ | ----------------- | -------------------- |
| 1  | Sketchy Beginnings               | David Trainer            | Michael Feldman Steve Marmel               | 8 lutego 2009     | 5 września 2009      |
| 2  | West Coast Story                 | David Trainer            | Michael Feldman Steve Marmel               | 8 lutego 2009     | 6 września 2009      |
| 3  | Sonny at The Falls               | Eric Dean Seaton         | Phil Baker Drew Vaupen                     | 15 lutego 2009    | 12 września 2009     |
| 4  | You’ve Got Fan Mail              | Philip Charles MacKenzie | Phil Baker Drew Vaupen                     | 22 lutego 2009    | 26 września 2009     |
| 5  | Cheater Girls                    | Eric Dean Seaton         | Dava Savel                                 | 1 marca 2009      | 3 października 2009  |
| 6  | Three’s Not Company              | Eric Dean Seaton         | Amy Engelberg Wendy Engelberg              | 8 marca 2009      | 10 października 2009 |
| 7  | Poll’d Apart                     | David Trainer            | Amy Engelberg Wendy Engelberg              | 15 marca 2009     | 31 października 2009 |
| 8  | Fast Friends                     | David Trainer            | Michael Feldman Steve Marmel               | 29 marca 2009     | 29 grudnia 2009      |
| 9  | Sonny with a Chance of Dating    | Eric Dean Seaton         | Cindy Caponera                             | 12 kwietnia 2009  | 19 grudnia 2009      |
| 10 | Sonny and the Studio Brat        | Eric Dean Seaton         | Amy Engelberg Wendy Engelberg              | 26 kwietnia 2009  | 25 grudnia 2009      |
| 11 | Promises, Prom-misses            | David Trainer            | Dava Savel                                 | 3 maja 2009       | 6 lutego 2010        |
| 12 | The Heartbreak Kids              | Eric Dean Seaton         | Cindy Caponera                             | 17 maja 2009      | 25 grudnia 2009      |
| 13 | Battle of the Networks’ Stars    | Eric Dean Seaton         | Michael Feldman Steve Marmel               | 7 czerwca 2009    | 27 lutego 2010       |
| 14 | Prank’d                          | Carl Lauten              | Kevin Kopelow Heath Seifert                | 5 lipca 2009      | 20 lutego 2010       |
| 15 | Tales From the Prop House        | Eric Dean Seaton         | Dava Savel                                 | 2 sierpnia 2009   | 30 kwietnia 2010     |
| 16 | Sonny in the Kitchen with Dinner | Linda Mendoza            | Danny Warren                               | 16 sierpnia 2009  | 15 maja 2010         |
| 17 | Guess Who’s Coming to Guest Star | Eric Dean Seaton         | Michael Feldman Steve Marmel               | 27 września 2009  | 28 marca 2010        |
| 18 | Hart to Hart                     | Eric Dean Seaton         | Josh Silverstein Lanny Horn                | 1 listopada 2009  | 24 lipca 2010        |
| 19 | Sonny in the Middle              | Eric Dean Seaton         | Lanny Horn Josh Silverstein                | 8 listopada 2009  | 13 czerwca 2010      |
| 20 | Cookie Monsters                  | Eric Dean Seaton         | Kevin Kopelow Heath Seifert Cindy Caponera | 15 listopada 2009 | 17 kwietnia 2010     |
| 21 | Sonny: So Far                    | Eric Dean Seaton         | Michael Feldman Steve Marmel               | 22 listopada 2009 | 24 lipca 2010        |

## Seria 2: 2010–11
| Nr    | Tytuł                                | Reżyseria           | Scenariusz                    | Premiera                                         | Premiera w Polsce                                |
| ----- | ------------------------------------ | ------------------- | ----------------------------- | ------------------------------------------------ | ------------------------------------------------ |
| 22    | Walk a Mile in My Pants              | Eric Dean Seaton    | Amy Engelberg Wendy Engelberg | 14 marca 2010                                    | 1 maja 2010                                      |
| 23    | Sonny Get Your Goat                  | Eric Dean Seaton    | Dava Savel                    | 21 marca 2010                                    | 1 maja 2010                                      |
| 24    | Gassie Passes                        | Eric Dean Seaton    | Dava Savel                    | 28 marca 2010                                    | 29 maja 2010                                     |
| 25    | Sonny with a Song                    | John Fortenberry    | Michael Feldman Steve Marmel  | 11 kwietnia 2010                                 | 26 września 2010                                 |
| 26    | High School Miserable                | Carl Lauten         | Michael Feldman Steve Marmel  | 18 kwietnia 2010                                 | 18 września 2010                                 |
| 27    | Legend of Candy Face                 | Eric Dean Seaton    | Dan Cohen F.J. Pratt          | 2 maja 2010                                      | 7 sierpnia 2010                                  |
| 28    | Gummy with a Chance                  | Carl Lauten         | Josh Herman Adam Schwartz     | 9 maja 2010                                      | 14 sierpnia 2010                                 |
| 29    | Random Acts of Disrespect            | Leslie Kolins Small | Dan Cohen F.J. Pratt          | 16 maja 2010                                     | 28 sierpnia 2010                                 |
| 30    | Grady with a Chance of Sonny         | Eric Dean Seaton    | Lanny Horn Josh Silverstein   | 23 maja 2010                                     | 26 marca 2011                                    |
| 31/32 | Falling for the Falls                | Eric Dean Seaton    | Michael Feldman Dava Savel    | 13 czerwca 2010 (cz. I) 20 czerwca 2010 (cz. II) | 1 sierpnia 2010 (cz. I) 24 grudnia 2010 (cz. II) |
| 33/34 | Sonny with a Secret                  | Eric Dean Seaton    | Michael Feldman Dava Savel    | 18 lipca 2010                                    | 9 kwietnia 2011                                  |
| 35    | The Problem with Pauly               | Shelley Jensen      | Josh Herman Adam Schwartz     | 8 sierpnia 2010                                  | 15 października 2010                             |
| 36    | That’s So Sonny                      | Eric Dean Seaton    | Dava Savel                    | 29 sierpnia 2010                                 | 19 marca 2011                                    |
| 37    | Chad Without a Chance                | Eric Dean Seaton    | Amy Engelberg Wendy Engelberg | 19 września 2010                                 | 8 stycznia 2011                                  |
| 38    | My Two Chads                         | Eric Dean Seaton    | Dan Cohen F.J. Pratt          | 26 września 2010                                 | 4 lutego 2011                                    |
| 39    | A So Random! Halloween Special       | Eric Dean Seaton    | Josh Herman Adam Schwartz     | 17 października 2010                             | 30 października 2010                             |
| 40    | Sonny with a 100% Chance of Meddling | Ron Mosely          | Lanny Horn Josh Silverstein   | 24 października 2010                             | 30 kwietnia 2011                                 |
| 41    | Dakota’s Revenge                     | Eric Dean Seaton    | Dava Savel                    | 14 listopada 2010                                | 30 kwietnia 2011                                 |
| 42    | Sonny with a Kiss                    | Eric Dean Seaton    | Ellen Byron Lissa Kapstrom    | 21 listopada 2010                                | 14 lutego 2011                                   |
| 43    | A So Random! Holiday Special         | Eric Dean Seaton    | Michael Feldman Steve Marmel  | 28 listopada 2010                                | 7 maja 2011                                      |
| 44    | Sonny with a Grant                   | Eric Dean Seaton    | Steve Marmel Michael Feldman  | 5 grudnia 2010                                   | 14 maja 2011                                     |
| 45    | Marshall with a Chance               | Shannon Flynn       | Carla Banks Waddle            | 12 grudnia 2010                                  | 21 maja 2011                                     |
| 46    | Sonny with a Choice                  | Eric Dean Seaton    | Dan Cohen F.J. Pratt          | 19 grudnia 2010                                  | 18 czerwca 2011                                  |
| 47    | New Girl                             | Sean McNamara       | Michael Feldman Steve Marmel  | 2 stycznia 2011                                  | 19 czerwca 2011                                  |